# Straight Outta Compton
Straight Outta Compton je v pořadí druhé album americké hip-hopové skupiny N.W.A, které definovalo žánr Gangsta rap. Vyšlo v roce 1988 a obsadilo 37. místo amerického žebříčku The Billboard 200. I bez podpory rádií se stalo 2x platinovým a díky písničce Fuck tha Police měli dokonce problémy s FBI.

## Seznam skladeb
1. Straight Outta Compton – 4:19
2. Fuck tha Police – 5:45
3. Gangsta Gangsta – 5:36
4. If It Ain't Ruff – 3:34
5. Parental Discretion Iz Advised – 5:16
6. 8 Ball – 4:52
7. Something Like That – 3:35
8. Express Yourself – 4:25
9. Compton's In The House – 5:20
10. I Ain't Tha 1 – 4:54
11. Dopeman – 5:20
12. Quiet On Tha Set – 3:59
13. Something 2 Dance 2 – 3:32

## Singly
- Straight Outta Compton
- Express Yourself